# Acacia meiosperma
Acacia meiosperma é uma espécie de leguminosa do gênero Acacia, pertencente à família Fabaceae.